# Ranchuelo
Ranchuelo es un municipio de la  provincia de Villa Clara en Cuba.  Con 554 km² ocupa el séptimo puesto en extensión territorial de su provincia, en la región central de la isla antillana mayor, con una población estimada de 53 329 habitantes en 2017.
Sus coordenadas son 22°20′9″ N 80°6′47″ con una altitud de 125 metros sobre el nivel del mar (410 pies). Su economía está basada fundamentalmente en la producción azucarera y otras, fundamentalmente agrícolas, la manufactura del tabaco y la producción de calzado.

## Límites geográficos
El territorio municipal limita con:
- al Norte: con los municipios de Santa Clara y Cifuentes.
- al Sur: con el municipio de Manicaragua, Cruces y Cumanayagua, estos dos últimos de la provincia de Cienfuegos.
- al Este: con los municipios de Santa Clara y Manicaragua.
- al Oeste: con los municipios de Santo Domingo y Lajas, este último de la provincia de Cienfuegos.

## Historia

### Fundación
Con antelación al proceso de expansión demográfica que tuvo lugar en Cuba desde fines del siglo XVIII hasta la primera mitad del siglo XIX, se estableció el primer asentamiento poblacional en un lugar conocido por "Boca de Ranchuelo", perteneciente al "Hato Escambray", este sitio fue pedido al cabildo de la Villa de Santa Clara por Dionisio de Consuegra, a quien se le dio licencia para poblarlo en acuerdo del 1 de octubre de 1734. Primero recibió el nombre de "San Lorenzo del Riachuelo" por haber sido fundado en el cuartón de San Lorenzo a la orilla del arroyo que hoy se llama Ranchuelo. El diminutivo "Ranchuelo" nombre con el que se identificó posteriormente, tiene su origen en las características de la primera casa que allí se edificó.

### Capitanía pedánea
Durante algo más de un siglo este asentamiento no pasó de ser un caserío pobre que adquirió otras dimensiones hacia 1856 cuando Diego González Abreu y Jiménez adquirió mediante compra a Antonio Hernández una caballería y sesenta cordeles de tierra que comenzó a vender en solares después de haber realizado el trazado de lo que sería el actual pueblo. Esto contribuyó decisivamente a esta rápida y relativa evolución, la existencia en 1851 de 18 ingenios azucareros, así como potreros dedicados a la cría de ganado, numerosas fincas donde se cultivaron frutos menores y varias vegas de buen tabaco.
Pasó a ser capitanía pedánea y ese mismo año, llegó el ferrocarril proveniente de Cienfuegos, este acontecimiento influyó positivamente para trasladar el azúcar hacia el punto de embarque en el puerto sureño.
Ranchuelo constituyó un ejemplo de expansión demográfica y desarrollo urbanístico a partir del avance de las líneas ferroviarias y la red azucarera. Al respecto Manuel Dionisio González en su "Memoria Histórica de la Villa de Santa Clara y en su jurisdicción" dice: 
"Ese suceso importante, se refiere al ferrocarril que vimos con entusiasmo y que saludamos todos con augurio de un brillante porvenir, fue el que se realizó el 26 de abril de 1856, en que se abrió al servicio público el tramo de ferrocarril de Cienfuegos a Ranchuelo, con un paradero a quince millas del poblado de Ranchuelo."
Ranchuelo contribuyó a impulsar su desarrollo con la presencia del ferrocarril Cienfuegos-Santa Clara que indudablemente en el eje azucarero Esperanza-Ranchuelo-San Juan de los Yeras fue un factor determinante.

### Municipio
En 1879 se constituyó en municipio, debido a su evolución económica y al incremento de su población conjuntamente con otros poblados del territorio, 

### Luchas independentistas
En los inicios del movimiento revolucionario, los orientales comisionaron a Luis Fernández de Castro Estrada para que explorara las condiciones de maduración revolucionaria del centro de Cuba. No parece que después de esta visita prosperaran los vínculos con el oriente, dado entre otros factores antes citados a la dependencia que los villareños tenían con la Junta Revolucionaria de La Habana; este vínculo con el occidente se definió aún más a partir del alzamiento del 10 de octubre de 1868 en La Demajagua, cuando establecida las negociaciones con José Morales Lemus, este nombró a Miguel Gerónimo Gutiérrez presidente de la Junta de Las Villas y responsable del grupo de conspiradores en la región.
En San Juan de los Yeras también los mambises tuvieron importante participación en las luchas del 1895 al 1898, con sabotajes, toma del pueblo y combates. 
Dentro de estas acciones importantes se destacan el combate en Progreso, San Juan de los Yeras, el 29 de julio de 1895 donde se encontraron sanjuaneros de ambos bandos. Una manifestación de ello es el caso de los hermanos Bernardo Callejas, juez español y Saturnino Callejas, mambí. Saturnino murió en este combate. Al frente de las tropas cubanas estaba el esperanceño Carlos Aguiar, Coronel del Ejército Libertador. 
El 21 de noviembre de 1895 el General de Brigada esperanceño Roberto Bermúdez, atacó el tren de Cárdenas que llevaba material de guerra para Santa Clara.
Entre los años 1896 y 1898 aumentan sus actividades contra el enemigo español. Comenzó 1896 con el fuego al ingenio "Carmita" el 24 de enero; el 2 de febrero utilizaron la línea del ferrocarril de Cárdenas bajo la dirección de los mambises de Antonio Núñez. El 22 de marzo se produjo el macheteo de "La Candelaria" en San Juan de los Yeras dirigido por Lao Caballero y el 4 de mayo fue tomado el poblado de La Esperanza por las tropas de Juan Bruno Zayas.
En 1897 uno de los hechos más notables fue la "carga al machete" dirigida por el Coronel Carlos Mendieta en la Loma "Cantarilla" en el camino de San Juan de los Yeras al Central "Pastora" el 21 de febrero. En esa Loma estaba el heliógrafo por medio del cual los españoles se comunicaban. Se produjeron también en este año la toma de Esperanza por el General José de Jesús Monteagudo el 30 de julio y la toma de San Juan por el Coronel Cándido Álvarez (Cayito) ese mismo día.
En 1898, a pesar de las penurias y muertos por la reconcentración así como por las enfermedades, continuaba la lucha. El 13 de mayo se produjo un hecho importante y fue el ajusticiamiento del Coronel Cayito Álvarez, así como de Vicente Núñez, Joaquín González y Antonio Espinosa por traicionar al movimiento revolucionario, esta acción fue dirigida por el entonces teniente Leonardo Fuentes, de Esperanza. Poco tiempo después murió en el combate del paso del río Sagua el patriota Antonio Núñez. Muchos patriotas de los diferentes poblados del municipio, se fueron uniendo a las tropas de la invasión de Oriente a Occidente; así tenemos que en la Batalla de Mal Tiempo participaron Sotero Solís, Anastasio Abreu, el Capitán Arturo Alfonso, el Cabo Hilario Vila, José Herrera, Ceferino La Rosa, Jorge Reyes, Luis Pacheco y los generales José Loreto Cepero y Roberto Bermúdez entre otros.
Una vez terminada la guerra, el 31 de diciembre de 1898 los poblados fueron entregados a los alcaldes nombrados por las autoridades de ocupación. Las consecuencias de la guerra resultaron devastadoras para la economía del municipio, fundamentalmente en la parte agrícola y constructiva.

### Período de ocupación norteamericana
En el año 1900 se celebraron las primeras elecciones municipales en el país. 
En Ranchuelo el resultado fue similar al de otros municipios cubanos en cuanto a la composición del ayuntamiento, pues muchas de las figuras de este aparato administrativo y político eran antiguos elementos españolizantes, antiguos autonomistas y, por supuesto, cubanos que de una forma u otra estuvieron vinculados a las guerras por la independencia. 
En Ranchuelo fue elegido alcalde municipal José Grau Bolívar, médico que se había destacado por su carácter y actitud humanitaria. En La Esperanza resultó elegido Gregorio Ramírez García, quien en el período colonial había ocupado responsabilidades políticas como síndico en el ayuntamiento. 
Estos gobiernos municipales comenzaron a ejercer como tal a partir de 1901.

### Período republicano
En 1917 al finalizar el primer período de gobierno de Mario García Menocal, se produce un movimiento insurreccional en el país encabezado por el Partido Liberal, más conocido por el alzamiento de "La Chambelona". Las aspiraciones de reelegirse de Menocal y las pugnas entre conservadores y liberales por obtener el poder llevan a este enfrentamiento, que tuvo por escenario importantes regiones del país. En el municipio de Ranchuelo se desarrollan innumerables acciones armadas fundamentalmente en las zonas de San Juan de los Yeras y La Esperanza.
En La Esperanza, se producen fuertes combates como el de "Los Mangos del Rosario"; donde los rebeldes sufren 4 bajas, además se producen enfrentamientos en Nigua, Jova y Hatillo y en todos ellos se reportan bajas de ambas partes.
En general en el municipio se desarrolló una feroz represión y persecución contra los liberales, muchos de los cuales, se ven obligados a abandonar la localidad.
En este marco ocurre la Protesta de los Trece y entre los jóvenes que protagonizan esta acción, se encuentra un hijo del municipio de Ranchuelo, Juan Marinello Vidaurreta, quien tendría una rica vida a favor del proletariado. El Partido Comunista de esta localidad se funda con carácter independiente en el año 1937. A partir de este momento la clase obrera ranchuelera contaba con su propio Partido, el que de inmediato se dio a la tarea de divulgar las ideas marxistas, mediante el periódico "Bandera Roja".
En 1930, a raíz de la muerte de Rafael Trejo González en Ranchuelo se confeccionaron y tiraron 2 manifiestos en contra del régimen. El primero de ellos fue confeccionado por Julio Lavandero Caso junto a Luis Campillo, el segundo fue confeccionado por el estudiante del Instituto de Santa Clara, William Bush, el cual aunque residía en Camajuaní en esa época estaba vinculado a las actividades políticas de Ranchuelo.
En cuanto a la fundación del Partido Comunista en San Juan de los Yeras, este se funda a finales del mes de diciembre de 1932.
En Esperanza se produce también el alzamiento contra Gerardo Machado en 1933. Encabezado por el grupo de insurrectos, el luchador tabacalero de condiciones marxistas Urbano de La Rosa, además conformaron dicho grupo: Máximo Gamuza, Santiago Rodríguez, Francisco Aragón del Mar, Raúl Gómez Herrera y José Ramón Cabezas entre otros.
En 1933 cuando la situación del tirano Machado era casi insostenible, llegó una comisión a La Esperanza integrada por miembros del Partido Comunista de la Provincia con el objetivo de organizar la huelga general contra el tirano en dicha localidad. Rápidamente se logró hacer contactos con un grupo de jóvenes revolucionarios, que valientemente cumplieron las orientaciones encomendadas entre las que se incluían el lanzamiento de botellas incendiarias, colocación de letreros en contra de la tiranía, así como la paralización del tráfico por la Carretera Central, actividad muy importante teniendo en cuenta la situación geográfica de Esperanza.
Entre los jóvenes revolucionarios de Esperanza se encontraba Ignacio Espinosa destacada figura del movimiento obrero esperanceño en el sector tabacalero. En los últimos días del gobierno Ramón Grau San Martín de 1934 se desarrolló legalmente el IV Congreso de la CNOC, al que se le dio el nombre de IV Congreso Nacional Obrero de Unidad Sindical. A éste, el más importante evento proletario que Cuba había conocido hasta ese momento, asistieron 2400 Delegados, en representación de más de 400 000 obreros organizados en todo el país dentro de estos delegados asistieron por Ranchuelo y por supuesto por la provincia de Las Villas los compañeros Faustino Calcines Gordillo y Cesáreo Reyes Benítez entre otros representantes.
La falta de unidad entre las fuerzas revolucionarias fue la causa fundamental que condujo al fracaso de esta huelga, en el caso de este municipio, este factor afectó seriamente la preparación y organización de la acción, pues la misma estructura sindical no favorecía la unidad.
La difícil situación económica caracterizada por el estancamiento y la deformación de nuestra economía por una crisis permanente, que abarcaría hasta 1959 contribuyó al empeoramiento de las condiciones de vida de los sectores más pobres de nuestra sociedad incrementando los barrios pobres. En el año 1938 se funda en Esperanza el Partido comunista de esa localidad.
En general el Partido Comunista de los poblados del municipio realizó una gran labor en estos años y pasa a ser una de las fuerzas políticas de mayor importancia. Se destacó en la propaganda como vehículo idóneo para garantizar el trabajo partidista y a destruir la tergiversación que hacían los enemigos de la clase obrera sobre el Marxismo-Leninismo y su papel para cumplir los objetivos de la clase obrera dentro del sistema capitalista.
El movimiento democrático ranchuelero encabezado por los comunistas, desarrolló diversas actividades como fueron la divulgación sobre los horrores del fascismo, la recogida de ropas, medicinas, dinero, alimentos y otros materiales para enviar a los países agredidos, la proyección de películas sobre la guerra fundamentalmente sobre el fascismo y los campos de concentración.
A instancias de ellas se funda el Frente Democrático de mujeres dirigido por la tenaz luchadora feminista Aída Chao Trujillo, este Frente, tenían como uno de sus objetivos la lucha por la paz y el aporte económico para el logro de la misma, lo que quedó recogido en el acta capitular del 30 de julio de 1942 con motivos del donativo hecho por el municipio al Frente Nacional Antifascista.
En nuestro municipio desarrollaban una intensa actividad contra el gobierno de Carlos Prío Socarrás. Al frente de la juventud Ortodoxa en San Juan de los Yeras se encontraba José Manuel Prieto; en Ranchuelo, Ifraín Alfonso Liriano (Cheché), Olivio Barroso y en Esperanza y Jicotea, Domingo Orellanes.
El Partido Socialista Popular en el municipio rechazó el Golpe de Estado en Cuba de 1952 y orientó a sus electores la no participación en las elecciones presidenciales de Cuba de 1954 que planeaba Fulgencio Batista. El 26 de julio de 1953, con el asalto a los cuarteles Moncada y Carlos Manuel de Céspedes se da inicio a la Revolución cubana.
El Movimiento 26 de Julio en Ranchuelo se nutrió de valiosos jóvenes como fueron:
• Braudilio Bravo Navarro
• Reinaldo Campillo
• Guillermo García (Puyita)
• José Otero Moraguez (El gallego)
• Luis León
• Ramiro Lavandero Cruz
• Olivio Barroso
• Delio García
• Guillermo Luke
• Osvaldo Arniella Dentro de las mujeres, se destacaron:
• Roselia Águila
• Ivelisa Miranda Bellini
• Teresita Fuillerat
• Olga Fabelo de Lamar
• Estrella Rupiá
En los días finales del mes de diciembre de 1958 las tropas del Ejército Rebelde avanzaron hacia San Juan de los Yeras, tomando el poblado el día 24 de diciembre, sin enfrentar resistencia, ya que la guardia rural y la policía habían huido de ahí. Ese mismo día, huían de Ranchuelo en horas de la tarde las fuerzas de la tiranía y junto a ellos los famosos asesinos de Cruces de apellido Mirabal. El pueblo que se percató de lo ocurrido, se lanzó a las calles, tomando el ayuntamiento, el cuartel de la guardia rural, la estación de policía y la junta electoral.
Los dirigentes del Movimiento 26 de Julio se hicieron cargo de la situación, tratando de mantener el orden y enviaron el aviso a las fuerzas del comandante Víctor Bordón y el Capitán Otón Mezana, los que avanzaron llegando el día 25 de diciembre en medio del júbilo popular. A estas tropas se unieron las milicias que se habían organizado para la defensa del pueblo y que eran dirigidas por Orangel Alfonso. Se preparó la defensa del pueblo, con el cuartel general de todas las tropas en el club atlético y las ametralladoras 50, instaladas en los altos de la fábrica de cigarros.

## Etapa de la revolución en el poder
Al triunfo revolucionario sigue un período de reorganización de los gobiernos locales y provinciales, pues Fidel Castro no había llegado a La Habana todavía. Al frente de la dirección fueron ubicados veteranos que de una u otra forma se habían destacados en los diferentes poblados. En cuanto, al cuidado del orden quedaron las Fuerzas del Ejército Rebelde y las Milicias Nacionales Revolucionarias.

### Invasión de bahía de Cochinos y Rebelión del Escambray.
En ambos los ranchueleros tuvieron participación. Fueron muchos los que pertenecieron a los batallones de milicias que participaron en la "limpia" del Escambray y algunos del municipio perdieron la vida. Entre los participantes tenemos a: Saúl Reyes, Justo Pairol Abreu, Mario Águila Bernal, Flores Colina Díaz, Antonio Tristá Álvarez, Argelio Rodríguez Castellón, Juan B. Contreras y Rolando Bermúdez Pérez, Agustín de la Cruz Torres, Donatilo González Trimiño, etc.
En los combates de Playa Girón se destacaron: Ángel O. Hernández González, José Cabezas Jiménez, de todos estos solo están vivos Saúl Reyes y Justo Pairol Abreu, así como José Cabezas Jiménez, todos los otros perdieron la vida.
Hay dos hechos importantes que se desarrollan en los primeros años, la Nacionalización de la Enseñanza y la Campaña de Alfabetización en los años 1960-1961 respectivamente, con la Nacionalización las Escuelas Privadas pasaron al estado, por lo que la enseñanza fue laica y con alcance para todos.
Nacionalizadas las Escuelas Privadas el siguiente paso fue la construcción de escuelas en todos los poblados que conforman el municipio. Tanto Esperanza como San Juan de los Yeras, tenían una amplia zona rural y se hicieron escuelas en los lugares más recónditos, como por ejemplo: El Centro Escolar en Delicias, las Escuelas, en La Martina, Capote, la Aldea, Pelayo, Castaño. En la década del 70 se intensifica el cumplimiento de Misiones Internacionalistas de tipo Militar. Irak, Etiopía, Mozambique, Angola, Nicaragua, siguieron a las primeras misiones desarrolladas en Argelia y el Congo, este último en la guerrilla liderada por el Che.

## Topografía
El suelo es llano en casi su totalidad con algunas elevaciones y ondulaciones en la parte norte. Terrenos fértiles componen el suelo, las tierras en su mayoría son negras, con subsuelo arcilloso y de cocó. Hay algunas tierras mulatas y muy pocas son rojas. Aunque con color natural da buenos frutos, estas tierras están bastantes trabajadas y requieren de fertilizantes.

## Geología
En el territorio del municipio se presentan diferentes unidades estructurofaciales que desde el punto de vista geomorfológico originan tipos y formas de relieve diferentes. La parte meridional, en el límite de Manicaragua, está asociada a un sistema de alturas labradas en rocas de la zona estructurofacial Zaza que originan pequeñas cadenas de elevaciones residuales derivadas de procesos combinados estructuro – denudativos y litomórficos. Estas rocas pertenecen a formaciones del complejo Vulcano sedimentario como Hilario, Palmarito, Bruja y Cotorro que incluyen rocas como tobas, tufitas, calizas, brecha conglomerados, andesitas, riodacitas, areniscas y margas. También en esta zona se observan cabezadas del río Sagua la Grande, relacionadas con el extremo occidental del afloramiento de rocas ultrabásicas del centro de Cuba (Alturas de Cubanacán), cuya orografía está asociada al sistema de premontañas del Escambray en su límite norte, pero en la mayor parte del municipio las elevaciones se corresponden con alturas de origen metamórfico pertenecientes a las unidades estructurales ya mencionadas. La amplitud de los movimientos neotectónicos en el área determinada la aparición de categorías morfo – estructurales de alturas y llanuras. Las alturas se encuentran genéticamente asociadas a los sistemas montañosos o formando grupos aislados que son el resultado de ascensos geotectónicos débiles y moderados con amplitudes hasta unos 300 m. Constituyen restos de superficies más elevadas en cuyos casos no sobrepasan unas decenas de metros sobre el nivel del mar.
Tectónicamente la zona no es muy activa, aunque no hay indicios neotectónicos que indican cierta actividad reciente. Se determinaron morfoalineamientos y a través de las bases topográficas en escalas 1:10 000; y se considera que la actividad neotectónica ha influido en la conformación actual de la superficie del terreno, pero resulta difícil afirmarlo definitivamente.
La zona central de Cuba se considera de baja actividad sísmica, con una ocurrencia baja de sismos importantes y con predominio de eventos de fuerza moderada a baja. No obstante, no se exceptúa al territorio de la ocurrencia de un sismo de mayor acción por ser esta una zona sismogeneradora.

## Hidrografía
Está rodeado por varios ríos, arroyos y cañadas, en su mayoría tributarias del Río Sagua la Grande. Hay dos micropresas en el Río Ranchuelo, nombradas La Campa y Pelayo. El Río Sagua la Grande es un río de la vertiente septentrional; nace en la Sierra del Escambray, riega los términos municipales de Santa Clara, Ranchuelo, Santo Domingo y Sagua la Grande. Pasa por la ciudad de Sagua la Grande, y desemboca en la costa norte después de un curso de unos 150 kilómetros, navegable en unos 30 kilómetros desde la desembocadura hasta el puerto interior de la ciudad de su nombre. Esa distancia por el río dará idea de las sinuosidades del mismo, puesto que la cabecera está a 16 kilómetros del litoral.

## Clima
El clima es cálido, ya que nuestra tierra está situada en la zona tórrida. La temperatura es suave en los meses de noviembre a marzo y calurosa en el resto del año, las mínimas en invierno oscilan entre 14 y 17 grados centígrados y máximas de 22 a 25 y en primavera mínimas de 22 a 24 y máximas de 31 a 36. Estas temperaturas están influenciadas por los vientos reinantes. En cuanto al régimen de lluvias estas comienzan en abril y terminan en los últimos días de octubre o primera quincena de noviembre, con algunas variaciones, pues hay algunos inviernos lluviosos. La precipitación anual es aproximadamente de 1400 mm. Los vientos por lo regular soplan del norte de noviembre a febrero, en marzo del oeste y el resto del año del estesureste y sur con algunas variantes. En verano hay días de calmas, con algunos cambios que obedecen a movimientos atmosféricos.

## Biodiversidad
No existen estudios recientes sobre las características de la fauna en el municipio. El territorio está altamente antropizado y las especies predominantes se corresponden con las familias de los insectos y aves más comunes, por lo que no es posible precisar características específicas, población, distribución en el territorio o la presencia de endémicos. Análoga situación se presenta con los estudios sobre la flora y las principales formaciones vegetales. Como aspecto negativo a destacar sobre las formaciones vegetales se debe mencionar la ploriferación del marabú y otras especies invasoras.

## Desarrollo Económico
Entre los principales centros productivos del municipio se encuentra la Fábrica de Cigarros "Ramiro Lavandero Cruz", la Empresa Azucarera Ifraín Alfonso Liriano, las tres Granjas Agropecuarias Estatales, 10 de octubre, Carlos Caraballo y Osvaldo Herrera, también cuenta con una Planta Procesadora de Zeolita, una Empresa de Cultivos Varios, una Fábrica de Calzado, tres Fábricas de Tabaco Torcido, un Centro Genético Porcino, una Fábrica de Guantes, una Fábrica de Confecciones, una Fábrica de Conserva, una Planta Cárnica, una Fábrica de Hielo, y un Centro Científico: ETICA. En estos centros está la base de la estructura económica del municipio conjuntamente con la agricultura.

## Desarrollo social

### Cultura
Las primeras actividades culturales realizadas en este pueblo fueron de carácter religioso, se celebraran bailes, carreras de caballos y otros juegos; se bailaba El Zapateo, La Caringa, La Danza, el Zumba Antonio y se cantaba el típico Punto Cubano; en las fiestas campesinas no faltaban las lidias de gallos. La primera sociedad que se conoció en este pueblo fue el Centro Asturiano, fundado en 1890, posteriormente esta sociedad llevó el nombre de Colonia Española.
En la seudo república surgieron: el Liceo de Ranchuelo (1902), la sociedad Antonio Maceo y el Club Atlético; en 1912 se estableció la Academia de Música, organizándose la primera Banda por el director Manuel Manso.
En esta época se crearon los primeros monumentos en la localidad: busto a José Martí Pérez, Antonio Maceo Grajales y el dedicado a las Madres.
Sistema de Bibliotecas Públicas
El municipio de Ranchuelo cuenta con un total de 7 bibliotecas: Biblioteca Municipal "Flores Colina", Sucursal "José A. Echeverría" Esperanza, Sucursal "Tomás Toledo Benítez" CAI Carlos Caraballo (Granja), Sucursal del CAI "Ifraín Alfonso" (Granja), Sucursal del CAI "Osvaldo Herrera" (Granja), Sucursal "Samuel Feijóo" San Juan de los Yeras, Sucursal CAI 10 de Octubre (Granja).
La labor bibliotecaria enriquece sus proyecciones de trabajo a partir de la creación de su red institucional integrada por 6 Bibliotecas Sucursales ubicadas en los diferentes consejos populares que conforman el municipio y 4 Casas Bibliotecas que se insertan dentro de zonas rurales alejadas del poblado cabecera.
Todas estas instituciones tienen como objetivo esencial atender las necesidades de información, culturales y recreativas de los usuarios partiendo de herramientas esenciales para su desempeño: el libro y la lectura.

### Deportes
En el año 1925 comienza la práctica del Béisbol en los solares yermos del Municipio, destacándose la figura de Pablo García Álvarez, ya fallecido y hacia 1935 comienza la práctica del boxeo en rines hechos de soga y tierra donde sobresalieron figuras como Rolando Solís, Ramón Silé, Luis E. Abreu, Alberto Martínez, Carlos Aguilar e Ignacio Pacheco, casi todos campeones nacionales.
La afición al Ajedrez se inicia a finales del año 1935 donde se destacan las figuras de Luis Mas Martín, Alejandro y Rafael Pascual. Por el año 1960 es introducido el Football por Osvaldo Roos procedente del Municipio Zulueta, en este deporte se destacaron las figuras de Armando Herrera, Alfredo Pascual, Santiago Antúnez, Elio León y Vila Armenteros entre otros.
Ya a partir del año 1961 es constituido el INDER y se crea el estadio "Milagros Jiménez", comenzándose la práctica de la Gimnástica, Tenis de Mesa, Judo, Voleibol y Tenis de Campo. A partir de esta etapa sobresalen figuras de la talla de Orisel Martínez Benavides en Gimnástica, Pedro Jova y Román Águila en Béisbol y Pablo García León, gloria del Baloncesto en el municipio. En el año 1971 se introduce el hockey sobre césped con gran aceptación para los jóvenes donde ya en 1972 se logra conformar el primer equipo de este deporte en Ranchuelo con 23 atletas donde se destaca la figura de Alfredo Rafael Pascual Solís, el cual integró la Preselección Nacional Cubana.

### Salud
La Atención Primaria de Salud llega a todas las zonas rurales funcionando 134 Consultorios Médicos de la Familia, 4 Policlínicas y 2 Clínicas Dentales entre otras Unidades. Se ofrece atención especializada tanto en los Policlínicos como en los Consultorios Médicos de la Familia. Para garantizar los servicios de Salud se cuenta con 251 profesionales, de ellos 209 médicos, 153 de los cuales son Especialistas, 37 Estomatólogos, de ellos 5 Especialistas, y 70 Licenciadas en Enfermería. Laboran además 179 técnicos en Enfermería, 119 Técnicos Propios de la Salud y 67 Técnicos no Propios. La Docencia Médica es impartida por 9 Profesores categorizados.

### Educación
A partir del año 1912, hubo un aumento de las escuelas urbanas y la creación a veces por traslados de escuelas urbanas de este tipo de institución en zonas rurales, como por ejemplo en la Finca Piojillo y en la Finca Ramos, ambas en barrio de Sitio Viejo y en los bateyes de los centrales Santa Rosa y Santa María. Dentro de los primeros maestros del municipio, podemos citar a Concepción Campillo, María Yera, María Valdés, Rosario Abreu, Amelia Hernández, Amalia Lagart, Juanita Aromá, Felipe Yánez, Ceferino González, Rogelio García, entre otros. Algunos de ellos como Conchita Campillo, Georgina Núñez, Felipe Yánez y Florentina Cruz, ocuparon cargos con posterioridad como directores de escuelas. Otra características de las escuelas de las primeras décadas y en algunos casos hasta la primera mitad del siglo XX, fue la separación por sexo en las escuelas. Esto ocurrió en todos los poblados, escuelas de hembras y escuelas de varones. En casi todos los poblados había Academias Privadas, pero aquí las aulas eran mixtas, de hembras y varones y en muchos casos de matiz religiosos, ejemplo en San Juan de los Yeras existía una Academia Católica, una Metodista, en Ranchuelo las academias privadas Santa Rosa de Lima, la de Armandito Campillo, la de las Hermanas Fabregat, las Cervantes, en Esperanza la academia del Doctor Julio Ajón. Durante los años de 1959-1961, el panorama Educacional, Cultural y Social en el municipio era pobre, como resultado de las profundas desigualdades en el orden económico social. La mayoría del pueblo era víctima del analfabetismo y la incultura, sobre todo en las zonas rurales Hay dos hechos importantes que se desarrollan en los primeros años, la Nacionalización de la Enseñanza y la Campaña de Alfabetización en los años 60-61 respectivamente, con la Nacionalización las Escuelas Privadas pasaron al estado, por lo que la enseñanza fue laica y con igual alcance para todos.
Nacionalizadas las Escuelas Privadas el siguiente paso fue la construcción de escuelas en todos los poblados que conforman el municipio. Tanto Esperanza como San Juan de los Yeras, tenían una amplia zona rural y se hicieron escuelas en los lugares más recónditos, como por ejemplo: El Centro Escolar en Delicias, las Escuelas, en La Martina, Capote, la Aldea, Pelayo, Castaño.
El desarrollo de la enseñanza alcanzó también a la Secundaria. En todos los poblados del municipio Ranchuelero, fueron creadas Secundarias:
•Ranchuelo - Camilo Cienfuegos Gorriarán
•Esperanza Javier Calvo Formoso
•San Juan de los Yeras José Mendoza García
•Jicotea Juan Marinello
Con posterioridad surgen otros centros de Enseñanza Media, como son:
•El Instituto Preuniversitario “Wilfredo Pérez Pérez”.
•El Politécnico “Miguel Ángel Pedroso Marrero”.
•La Escuela de Economía “Cira Hidalgo Gato”.
•La ESBI (Escuela Secundaria Básica Interna) “Patricio Lumumba”
Al iniciarse el curso escolar 2010-2011(1.º de septiembre de 2010) recibió el nombre de Centro Mixto José Mendoza García, con un total de 13 aulas de mampostería y fibrocemento.
En la Enseñanza Primaria, además de la creación de Escuelas Rurales, se fundaron, escuelas de nuevo tipo: Concentrados Rurales, en todos los poblados, de carácter interno y que posibilitaban que los alumnos que vivían en las zonas rurales y lejos del pueblo pudieran hacer el 5.º y 6.º grado interno y con una mayor calidad y a la vez en las escuelas rurales el multigrado solo llegara hasta 4.º grado.
En la actualidad cuenta con Círculos Infantiles, de los cuales existen en el municipio, 2 en Ranchuelo, el “Adolfo Alfonso”, y el otro “Mi Hermanito Vietnamita”, en Esperanza “Julio Pino Machado” y en San Juan de los Yeras “Niñito Cubano”. Además existen Escuelas primarias Urbanas.
•Ranchuelo - Julio Antonio Mella - José Martí Pérez - Ángel Tomas
•San Juan - Manuel Angulo Vich - Nicolás Fleites Navarro
•Esperanza - Javier Calvo Formoso
Escuelas Primarias rurales como son:
Por Zonas:
•10 de octubre: 6 escuelas.
•Horqueta; 9 escuelas.
•Esperanza: 7 escuelas.
•Ifraín Alfonso: 5 escuelas.
•Osvaldo Herrera: 11 escuelas.
•Mártires del Moncada: 10 escuelas
La Escuela de Oficios de Ranchuelo ha desempeñado una importante función social, por cuanto brinda atención a alumnos, cuyo nivel no da para estudios de mayor complejidad, preparándolos para la vida, pero además brinda atención a alumnos con dificultades de conductas.
La enseñanza politécnica se cumplimentó a través del Instituto Politécnico “Miguel A. Pedroso”. Allí se formaban Obreros Calificados y Técnico Medios en diferentes Especialidades.
La Educación de Adulto está conformada en Ranchuelo, por las escuelas: la Facultad Obrera Campesina (FOC) Nelson Fernández del municipio cabecera
Para la enseñanza especial la escuela “9 de abril”, que funciona como un Internado, a través de la acción Psicopedagógica que se ofrece, han mejorado muchos estudiantes, preparándose para una vida útil.

## Religión
Existen numerosas manifestaciones religiosas en Ranchuelo aunque predomina la fe católica. Una iglesia católica situada en el Paseo de Abreu, que domina todo el Prado, de estilo neogótico, con campanario y remates de ese estilo, en cuyo altar mayor se encuentra Santa Rosa de Lima; la capilla del Santo Niño Jesús de Praga, el convento de las Hermanas del Amor de Dios, una iglesia Bautista, una iglesia Adventista del Séptimo Día, una Pentecostal, una iglesia Ortodoxa Griega así como casas culto de sectas como los Testigos de Jehová y manifestaciones de la religión afrocubana y el espiritismo kardeciano (o sea, seguidores de las doctrinas de Allan Kardec) y el espiritismo cruzado (mezclado con la santería) que hacen una amalgama cultural muy rica en la localidad.
Patrona de Ranchuelo: Santa Rosa de Lima, fiesta el 30 de agosto (aunque la Iglesia Católica la ha celebrado últimamente el día 23 de agosto).
Día del ranchuelero: 31 de agosto.

## Costumbres y tradiciones
Ranchuelo es un lugar donde la tradición tiene características muy peculiares. De población muy católica y devota, cuenta con una iglesia de estilo neogótico, inaugurada en 1926 bajo la advocación de Santa Rosa de Lima fiesta que celebra la Iglesia Católica el 30 de agosto Los ranchueleros -de naturaleza culta y refinada- celebran su día cada 31 de agosto, un día después del de la patrona de la ciudad. Debido a la otrora abundancia que hizo florecer la región, los habitantes de la localidad cuentan con elevada preparación y con una mano de obra con instrucción, ya sea técnica, obrera o profesional.
Contaba, antes de 1959, con numerosos lugares de esparcimiento y entretenimiento como el majestuoso y moderno Club Atlético, edificado en la carretera central por los Trinidad, que permitía que los jóvenes desarrollaran aptitudes deportivas en deportes como el baloncesto y el voleibol, el tenis y otros. Este lugar, con su impresionante escalera acristalada acogió no pocas reuniones sociales de las que altas personalidades del país fueron asiduos. El Club de Recreo de Santa María era otra de sus modernas instalaciones, con piscina y otras comodidades para los trabajadores del ingenio con el mismo nombre y para asociados de otra índole. Tenía, además, un Liceo, la Colonia Española, un cine (actualmente el Cine "Prado"), un teatro (actualmente desaparecido), ingenios, fábricas de calzado, y numerosísimos comercios entre los que figuraban "La Ceiba", "La Glorieta" y tantas otras que hicieron florecer la ciudad.

## Personas destacadas
- Pedro Manuel Fabregat Machado (1882 - 1964), maestro y político.
- Samuel Feijóo (1914 - 1992), artista.
- Enriqueta Reyes González (1920 - 2008), la primera mujer bombero de Cuba y de América Latina.
- Agustín de la Cruz Torres García (1926 - 1963), guerrillero de la Revolución cubana.
- Juan Marinello (1898-1977), dirigente del PCC.
- María Dámasa Jova Baró (1890 - 1940), escritora y poetisa.